# الحقوق الإنجابية في أمريكا اللاتينية

أمريكا اللاتينية هي منطقة يتحدث أغلبها اللغة الإسبانية، كما يدين معظمها بالرومانية الكاثوليكية.

اجتمعت نساء أمريكا اللاتينية لمعارضة الديكتاتوريات والحروب الأهلية، في الوقت الذي انتشرت فيه الحركات النسوية في أوروبا وأمريكا الشمالية في الستينيات والسبعينيات. عندما بدأت الديمقراطية تنتشر في جميع أنحاء المنطقة، بدأت الحركات النسوية بالضغط من أجل المزيد من الحقوق الإنجابية.
بدأت العديد من المجموعات التي شكلت الحركة النسائية، بالتطور من أجل التكيف مع المناخ السياسي المتغير، في التسعينيات. ركزت هذه المجموعات على قضايا سياسية محددة، مثل الإجهاض، ولم تتألف حصريا من الجهات الفاعلة في المجتمع المدني. اكتسب النشاط المناهض للإجهاض زخما، خلال نفس الفترة الزمنية.
استبدلت الفاتيكان المئات من رجال الكهنوت التقدميين، وقمعت بصورة مستعجلة المناقشات المتعلقة بالقضايا الإنجابية. واجهت الجماعات التي تواصل الكفاح من أجل الإجهاض القانوني في جميع أنحاء المنطقة، مقاومة قوية من الكنيسة الكاثوليكية وكذلك اليمين الديني في الولايات المتحدة. ما زالت الكنيسة تتمتع بنفوذ واسع النطاق داخل المنطقة نظرا لأن أمريكا اللاتينية أكبر منطقة كاثوليكية في العالم، على الرغم من أن غالبية دول المنطقة علمانية رسميا. يتمتع الحق الديني في الولايات المتحدة بنفوذ كبير على الحق السياسي، ما أدى إلى حظر التمويل الفيدرالي للمنظمات غير الحكومية الدولية في الولايات المتحدة. شكل حكم رونالد ريغان إضرارا كبيرا للجماعات في أمريكا اللاتينية، ومنع المنظمات الدولية التي تتلقى الأموال الفيدرالية الأمريكية من الإجهاض أو تشجيعه كوسيلة لتنظيم الأسرة.
تضم أمريكا اللاتينية بعض البلدان القليلة التي مازال فيها الإجهاض محظورا بشكل كامل، دون استثناء لإنقاذ حياة الأم.

## تعريف الحقوق الإنجابية
كانت القيود الإنجابية موجهة للسيطرة على الزيادة السكانية من خلال آليات تنظيمية تكنوقراطية، وحملات عمودية لتنظيم السكان خلال الحرب الباردة. أنشأ مؤتمر الأمم المتحدة الدولي للسكان والتنمية لعام 1994، المعقود في القاهرة، مصر، أول جدول أعمال عالمي للصحة والحقوق الجنسية والإنجابية. مثلت الاتفاقية نقلة نوعية، بعيدا عن النهج الضيق القائم على تقديم الخدمات والأرقام بدلا من الرفاهية. وضعت الحقوق في مركز السكان والتنمية، وعرّفت الصحة الإنجابية بأنها «حالة من الرفاهية الكاملة والجسدية والعقلية والاجتماعية، وليست مجرد غياب المرض، في جميع المسائل المتعلقة بالجهاز التناسلي وبوظائفه وعملياته». نقل هذا النهج الأوسع للصحة الإنجابية أجندة القاهرة، إلى مناقشات سياسية واقتصادية، حول الوصول والحقوق في المعرفة، والموارد، والخدمات المناسبة.
باشرت النساء وحركات الصحة في المجتمع المدني، وحلفائهن في الأمم المتحدة والبيروقراطيات الوطنية، بحملات قوية لربط الصحة العامة والمساواة بين الجنسين وسياسة التنمية. تكون الحكومات قادرة على إنشاء معيار للصحة يضمن التنمية، من خلال فهم الحقوق الإنجابية في السياق الأوسع لحقوق الإنسان. وبالمثل، يضع هذا الفهم على نطاق أوسع للصحة الإنجابية، مستوى معين من المسؤولية على الحكومة، في ضمان هذا الجانب من الصحة لمواطنيها.
تركز هذه التوافقية الشاملة لعدة ثقافات، على أهمية وجود قدرة معينة، وهي الصحة الجسدية. إدراك أن للعديد من مجالات الصحة الإنجابية تأثير على الخدمات، يجسد أهميتها، ويعطي بعض الفهم لما يلزم من تحسينات في المجتمع.
تشمل الصحة الإنجابية أيضا، إنتاج المعرفة واستهلاك المعرفة. يجب توفير معلومات وخدمات عالية الجودة لجميع مواطني المجتمع، من أجل الحصول على الحقوق الإنجابية.

## الاستراتيجيات الحالية

### المؤتمر الدولي للسكان والتنمية (آي سي بي دي)
حدد المؤتمر الدولي للسكان والتنمية لعام 1994، الصحة الإنجابية على النحو المذكور أعلاه. وحدد الاستراتيجيات والأهداف للتقدم بالصحة والحقوق الإنجابية في أمريكا اللاتينية من خلال ما يسمى برنامج عمل القاهرة (سي بي أ.). يتضمن برنامج عمل القاهرة ثلاثة أهداف كمية: (1) تخفيض معدل الوفيات الإجمالي، ما يعني زيادة في متوسط العمر المتوقع، وتقليل الوفيات المحددة. (2) حصول الجميع على التعليم، وخاصة الفتيات. (3) حصول الجميع على خدمات الصحة الإنجابية، بما في ذلك تنظيم الأسرة. لوحظت بعض التحسينات منذ تبني برنامج عمل القاهرة، بعد تبنيها من المنطقة في المؤتمر. يُعترف بالحقوق الإنجابية، في دساتير بوليفيا والإكوادور وفنزويلا. تتولى اللجنة البيئية لأمريكا اللاتينية ومنطقة البحر الكاريبي، المخصصة للسكان والتنمية، مسؤولية المتابعة الرسمية لتنفيذ برنامج عمل القاهرة، في أمريكا اللاتينية ومنطقة البحر الكاريبي.

### الأهداف الإنمائية للألفية في أمريكا اللاتينية
تمثل الأهداف الإنمائية للألفية إطارا وصفيا لمتابعة الاستجابة لثمانية أهداف محددة. أُعلن عنها في إعلان الأمم المتحدة بشأن الألفية في سبتمبر عام 2000. تتابع اللجنة الاقتصادية لأمريكا اللاتينية ومنطقة البحر الكاريبي (إي سي إل أ. سي) ما إذا كانت دولة في الطريق الصحيح نحو تحقيق هذه الأهداف. يتعلق الهدف 5 بالصحة الإنجابية، ويسعى لتحسين صحة الأمهات في المنطقة. الهدف الأول من الهدف 5، هو تخفيض معدل وفيات الأمهات، بنسبة 75% بين عامي 1990 و2015. تابعت اللجنة الاقتصادية لأمريكا اللاتينية ومنطقة البحر الكاريبي -من أجل تقييم التقدم المحرز نحو تحقيق هذا الهدف- نسب وفيات الأمهات، ونسبة الولادات، بإشراف كوادر صحية خبيرة. الهدف الثاني من الهدف 5، هو تحقيق وصول الجميع للصحة الإنجابية بحلول عام 2015. قُيّم هذا الهدف من خلال الاطلاع على معدلات انتشار وسائل منع الحمل، ومعدلات ولادة المراهقات، وتغطية الرعاية السابقة للولادة، والنسب المئوية للاحتياجات غير الملباة لتنظيم الأسرة. اتُخذت العديد من الإجراءات، من أجل تحقيق هذه الأهداف، بما في ذلك إضفاء الطابع المؤسسي المتزايد على الولادات، وزيادة عدد الموظفين المدربين على توفير الرعاية أثناء الولادة، ورعاية التوليد في حالات الطوارئ.

## صحة الأم ومعدل الوفيات
تموت نحو 9200 امرأة سنويا لأسباب مرتبطة بالحمل، وفقا لمنظمة الصحة العالمية في عام 2010. لهذه الوفيات مجموعة متنوعة من الأسباب، يمكن أن تحدث نتيجة المضاعفات أثناء وبعد الحمل والولادة. تقدر منظمة الصحة العالمية أن حوالي 80% من جميع وفيات الأمهات ناتجة عن نزيف حاد، والتهابات، وارتفاع ضغط الدم أثناء الحمل والإجهاض غير الآمن. أكثر من 20% من النساء اللاتي وَلدن في عام 2008، لم يقمن بالزيارات الأربع الموصى بها قبل الولادة، و 13% منهن لم يلدن في مرفق صحي، وفقا لتقرير صادر عن معهد غوتماخر.
لم تصل أي من بلدان أمريكا اللاتينية إلى تحقيق الشق المتعلق بمعدل وفيات الأمهات من الهدف الإنمائي للألفية، والذي يشكل تحديا صحيا واجتماعيا في أمريكا اللاتينية. تشير البحوث إلى أن الأعداد مرتفعة بشكل غير متناسب للسكان الأصليين والسكان المنحدرين من أصل أفريقي وبين الفقراء. يظل معدل الحاجة إلى تلبية احتياجات تنظيم الأسرة مرتفعا أيضا، بالنسبة للسكان الأصليين والمراهقين والشباب. لدى أمريكا اللاتينية ثاني أعلى معدلات الخصوبة بين المراهقين، وأعلى معدلات الإجهاض غير الآمن في العالم.
وبصورة شاملة، معدل وفيات الأمهات في أمريكا اللاتينية منخفض نسبيا مقارنة بالمناطق الأخرى بمعدل 80 حالة وفاة لكل 100,000 مولود حي. ويمكن للمرء مع ذلك أن يثبت بسهولة وجود تفاوت كبير بين البلدان الغنية والفقيرة، إذ كان المعدل في هايتي أقرب إلى 350 حالة وفاة لكل 100,000 ولادة. يُحتمل وجود تباين بين المناطق الغنية والمناطق الفقيرة بسبب الاختلافات في الوصول إلى الخدمات والمهنيين المهرة. تتمتع النساء في الخُمس الأعلى دخلا، بسهولة الوصول إلى هذه الخدمات الصحية أكثر من النساء في الخُمس الأقل دخلا. يوجد التفاوت الطبقي ذاته عند دراسة استخدام وسائل منع الحمل.

## الأهداف الإنمائية للألفية في أمريكا اللاتينية.
الأهداف الإنمائية للألفية هي إطار وصفي لرصد الاستجابة لثمانية أهداف محددة. وقد أعلن عنها في إعلان الألفية في أيلول/سبتمبر 2000. وتقوم اللجنة الاقتصادية لأمريكا اللاتينية ومنطقة البحر الكاريبي بتتبع ما إذا كان بلد ما في طريقه إلى تحقيق هذه الأهداف - في حالة أمريكا اللاتينية. ومن الأهداف المحددة فيما يتعلق بالصحة الإنجابية، الهدف 5، السعي إلى تحسين صحة الأمهات داخل المنطقة.والهدف الأول من الهدف 5 هو خفض معدل وفيات الأمهات بنسبة ثلاثة أرباع بين عامي1990،2015. وبغية تقييم التقدم المحرز في تحقيق هذا الهدف، ترصد اللجنة نسب وفيات الامهات ونسبة الولادات التي يحضرها موظفون صحيون مهرة.
والهدف الثاني من الهدف 6 هو تحقيق حصول الجميع على الصحة الإنجابية بحلول عام 2015. ويجري تقييم هذا الهدف بالنظر إلى معدلات انتشار وسائل منع الحمل، ومعدلات ولادة المراهقين، وتغطية الرعاية السابقة للولادة، ونسب مئوية من الاحتياجات غير الملباة لتنظيم الاسرة. ولتحقيق هذه الأهداف، اتخذت إجراءات كثيرة، بما في ذلك إضفاء الطابع المؤسسي المتزايد على عمليات الولادة وزيادة عدد الموظفين المدربين على توفير الرعاية أثناء الولادة والرعاية في حالات الولادة الطارئة.

## الأمومة والصحة الإنجابية للمراهقين
ووفقاً لمنظمة الصحة العالمية في عام 2010، فإن نحو 9200 امرأة تموت سنوياً لأسباب مرتبطة بالحمل.ولهذه الوفيات أسباب متنوعة يمكن أن تحدث نتيجة لمضاعفات أثناء وبعد الحمل والولادة. وطبقاً لتقديرات منظمة الصحة العالمية فإن نحو 80% من كل الوفيات بين الأمهات نتيجة لنزيف حاد، وإصابات، وارتفاع ضغط الدم أثناء الحمل والإجهاض غير المأمون وطبقاً لتقرير صادر عن معهد غوزر، فإن أكثر من 20% من النساء اللاتي أنجبن في عام 2008 لم يجدن الزيارات الأربع الموصى بها قبل الولادة، و13% منهن لم يلدن في مرفق صحي
ولن يصل أي من بلدان أمريكا اللاتينية إلى الهدف الإنمائي للألفية الذي يستهدف على وجه التحديد وفيات الأمهات، كما أنه لا يزال يشكل تحديا صحيا واجتماعيا في أمريكا اللاتينية. وتشير البحوث إلى أن الأعداد مرتفعة بشكل غير متناسب بين السكان الأصليين والسكان المنحدرين من أصل أفريقي من بين الفقراء جداً. وبالنسبة للسكان الاصليين والمراهقين والشباب، لا يزال معدل تنظيم الاسرة غير الملباة مرتفعا أيضا. وتوجد في أمريكا اللاتينية ثاني أعلى معدلات الخصوبة بين المراهقين وأعلى معدلات الاجهاض غير المأمونة في العالم.
وعموما، فإن معدل وفيات الامهات في أمريكا اللاتينية منخفض نسبيا بالمقارنة مع المناطق الأخرى التي يبلغ معدل الوفيات فيها 80 لكل 000 100 مولود حي. بيد أنه إذا كان المرء سيخفض معدل الوفيات في المنطقة حسب البلد، فيمكن بسهولة أن يثبت وجود تفاوت كبير بين البلدان الغنية والبلدان الفقيرة. فعلى سبيل المثال، كان المعدل في هايتي أقرب إلى 350 حالة وفاة لكل 000 100 مولود حي. ومن المحتمل أن يكون التفاوت بين المناطق الغنية والمناطق الفقيرة قائما بسبب الاختلافات في الحصول على الخدمات والمهنيين المهرة. فالنساء في الخُمس الأعلى دخلاً يتمتعن بإمكانية الحصول على هذه الخدمات الصحية أسهل كثيراً من النساء في الخُمس الأدنى دخلاً. ويوجد نفس التفاوت القائم على الفئة عند تحليل استخدام وسائل منع الحمل.

### الأمومة والصحة الإنجابية للمراهقين
تعتبر  حماية  المراهقين أولوية هامة من أولويات الصحة العامة. فقد تساهم زيادة الاستثمار في مجال الصحة الإنجابية للمراهقين في تحسين الوضع العام للمرأة وكذلك في الحد من الفقر بين الأسر.
ويجب أن تكون صحة المراهقين سياقية في إطار الصحة الإنجابية ومن ثم في مجال الصحة العامة. ولم تعترف حكومة أمريكا اللاتينية ككل بأن الحمل المبكر في سن المراهقة انها قضية  حتى عام 1984 أثناء المؤتمر الدولي للسكان في المكسيك.
في أمريكا اللاتينية، 38 في المائة من النساء يصبحن حوامل قبل سن العشرين وحوالي 20 في المائة من الولادات للأمهات المراهقات.وفي كل عام يقدر أن يكون هناك 1.2 مليون حالة حمل غير مقصود بين المراهقات اللاتي يعشن في أمريكا اللاتينية ومنطقة البحر الكاريبي. وعلى الرغم من أن معدلات الخصوبة الكلية قد انخفضت إلى حد كبير داخل المنطقة، فإن الولادة لدى المراهقات تتبع اتجاها معاكسًا
كما أن مرصد المساواة بين الجنسين لأمريكا اللاتينية ومنطقة البحر الكاريبي يفيد بأنه اعتبارًا من عام 2011، حيث في نيكاراجوا يوجد سيدتان من كل 10 نساء تتراوح أعمارهن بين 15و19سنة. وفي أماكن مثل تشيلي والمكسيك وباراغواي وبيرو، تقترب النسبة من 12% بينما تصل النسب المئوية في بليز وفنزويلا وكولومبيا وغواتيمالا والسلفادور إلى 15%. كما أن عدم المساواة موجود في مسألة الأمومة في سن المراهقة، حيث تتراوح معدلات الحمل بين ثلاث وخمس مرات أعلى بين المراهقين الفقراء.
في حين يمكن رؤية اتجاه عام شامل نحو متوسط سن الحيض المبكر، فإن متوسط سن الزواج قد انخفض. وهذا يعني ضمنا أن المراهقين الذين يُرغمون على الزواج لا يتمتعون بالحماية من حيث الحقوق الانجابية لفترات أطول من الزمن.
وفقًا لصندوق الأمم المتحدة للسكان يعتبر التعليم وإمكانية الحصول على المعلومات والخدمات التي يحتاجها الشباب حتى يتخذوا قرار غير كاف وتتمثل أهمية التعليم في الكيفية التي يمكن بها  فتيات  أمريكا اللاتينية اللاتي تمكن من استكمال فقط ما فوق التعليم الابتدائي أو ما أدناه أنهم لديهم احتمالية أكبر للحمل في سن المراهقة.علاوة على ذلك وفاة العديد من الفتيات لأن أجسادهم لن تستطيع تحمل الحمل. وتفيد نفس الصندوق بأن خطر حدوث مضاعفات أثناء الحمل والولادة بالنسبة للفتيات اللاتي تتراوح أعمارهن بين 15 و 19 سنة هو ضعف معدل النساء في العشرينات من عمرهن، وخمسة أضعاف المعدل المرتفع بالنسبة للفتيات دون سن 15 عام. أوضحت الأبحاث عن وجود حواجز رئيسية يواجهها الشباب فيما يتعلق بالوصول إلى وسائل منع الحمل في المقام الأول مع الحصول على خدمات.فعلى سبيل المثال، كثيرًا ما توجد المرافق في مناطق يتعذر على الشباب الوصول إليها.و بسبب نقص المعلومات، كثيرًا ما يستخدمونها على نحو غير صحيح على الإطلاق.
و لغرض الخصوصية  من المجتمعات المحلية والأسر، كثيرًا ما يلتمس الشباب خدمات من مرافق غير موجودة مباشرة في أحيائهم.و هناك أيضًا حواجز قانونية تحول دون وصول الشباب.إن العديد من السياسات تحد من الخدمات السرية للشباب أو تحظرها.و هناك أيضًا مجموعة من البيانات التي لم تقم المستشفيات عن تجميعها بخصوص عمليات الإجهاض والتي تعتبر بصفة خاصة «سرية»/ «خلفية الشارع». وقد أظهرت الدرسات أن النساء الشابات الغير متزوجات يتعرضن في العديد من بلدان أمريكا الجنوبية للإجهاض وهو ما لا ينعكس في حجم النساء المتزوجات المسنات اللائي أدخلن إلي المستشفيات لإجراء عملية الإجهاض.
و بعيدًا عن الافتقار إلى المعلومات، فإن الشباب الذين يسعون إلى منع الحمل كثيرًا ما يحرمون من قِبَل العاملين في مجال الصحة استنادًا إلفى قناعاتهم الأخلاقية ومن الواضح أن المواقف الدينية موجودة جدًا في المجتمع، الذي كثيرًا ما يمنع الشباب من التماس الخدمات الإنجابية ومنع الحمل.

## تنظيم الأسرة

### وسائل منع الحمل
و قد زاد استخدام وسائل منع الحمل الحديثة إلى 62.5 في المائة (على سبيل المثال: الإجراءات السكانية)مما يعطي للمنطقة ككل أعلى معدل لانتشار وسائل منع الحمل في العالم النامي.وقد أسفرت زيادة معدلات الرعاية الصحية الجنسية والأنجابية وخدمات تنظيم الأسرة عن انخفاض ملحوظ في معدلات الخصوبة الإجمالية من نحو 4,6 طفل لكل امرأة  في سبعينات القرن العشرين إلى نحو 2,5 في عام 2013.
و في أمريكا اللاتينية منحت قرارات عديدة صادرة عن المحاكم تمنع البيض المخصب.و كانت قرارات المحكمة هذه مسؤلة عن القيود الشئديدة المفروضة على الوصول إلى وسائل منع الحمل في حالات الطوارئ داخل المنطقة.ويختلف الوضع القانوني لوسائل منع الحمل في أمريكا اللاتينية حسب البلد.وفي عام 2009 حظرت هندوراس حرية توزيع وبيع وسائل منع الحمل الطارئة في نفس العام، أمرت المحكمة الدستورية في بيرو وزارة الصحة بالامتناع عن توزيع وسائل منع الحمل الطارئة على القطاع العام. وفي كوستاريكا، حيث لا تحظر وسائل منع الحمل في حالات الطوارئ حظراً صارخاً، لا تسجل وسائل منع الحمل في حالات الطوارئ المعروفة باسم ليفنورجستركمنتج، مما يعوق الحصول على الدواء من داخل نظام الصحة العامة فضلًا عن السوق الخاصة. وعلى الرغم من أن البلدان المتبقية في المنطقة تسمح بالتوزيع المجاني لوسائل منع الحمل في حالات الطوارئ، فإنها لا تملك أنظمة موحدة.في إكوادور وشيلي وكولومبيا، يُعترف بالحق في الحصول على وسائل منع الحمل في حالات الطوارئ. وفي نيكاراغوا وبوليفيا، تعتبر بروتوكولات وزارات الصحة في كل منهما قانونا في الأساس. وفي الأرجنتين والبرازيل، لا يعترف قانونا بتوزيع وسائل منع الحمل في حالات الطوارئ إلا في البروتوكولات والأدلة الأعلامية.

### الإجهاض
لاجهاض جانب مثير للجدل إلى حد كبير من الحقوق الانجابية. وفي حين أن لكل بلد في أمريكا اللاتينية قوانين وأنظمة مختلفة فيما يتعلق بالإجهاض، فإن الشعور العام هو عدم الموافقة. وقد كان لعمليات الإجهاض في أمريكا اللاتينية تاريخ من كونها غير آمنة وغير قانونية (خاصة بالنسبة للنساء الفقيرات)، مع تحسينات حديثة في هاتين المنطقتين ويمكن أن يعزى معظم هذه التحسينات إلى وسائل منع الحمل الحديثة، والرعاية في حالات الطوارئ، فضلا عن التعليم. وعلى نحو مماثل، أصبحت الدعوة والصراعات الوطنية تحيط بحقوق الإجهاض في أميركا اللاتينية. وقد شهدت المنطقة زيادة مطردة في نشطاء الإجهاض النسويات، على الرغم من أن الدين يجعل هذه القضية محرم وحتى عندما يصبح التشريع أكثر تساهلاً (كما كانت الحال مؤخراً مع مكسيكو سيتي وشيلي)، فإن النساء يواجهن غالب.
لحواجز المؤسسية التي تحول دون الحصول على الإجهاض. عندما يتعلق الأمر بالإبلاغ عن البيانات المتعلقة بالإجهاض في أمريكا اللاتينية، فإن مستويات الإجهاض المقدرة كثيرا ما تكون غير متجانسة ومتغيرة جدا بسبب الأطر القانونية ووصمات العار الاجتماعية.
وطبقاً لمنظمة الصحة العالمية، فقد تم في عام 2008 إجراء ما يقرب من «4,2 مليون عملية إجهاض في أمريكا اللاتينية ومنطقة البحر الكاريبي، حوالي ثلاثة أرباع هؤلاء في أمريكا الجنوبية. وقد كانت جميع هذه الاجراءات تقريبا غير قانونية وكان الكثير منها غير آمن»
وفي عام 2011، ارتفع عدد حالات الإجهاض غير المأمون في أميركا اللاتينية إلى 4,2 مليون حالة سنويا. وتشكل حالات الإجهاض غير المأمون نسبة كبيرة من وفيات الامهات. على سبيل المثال، في الأرجنتين تمثل عمليات الإجهاض غير الآمنة 31% من معدل وفيات الأمهات.
يكون الأجهاض في أمريكا اللاتينية :
ممنوع تمامًا: السلفادور، الجمهورية الدمونيكية ونيكاراجوا
يسمح فقط بإنقاذ حياه الأم: جوتاميلا، هوندوراس، براجواي، فنيزويلا
ولم يسمح إلا بإنقاذ حياة الأم وفي حالة الاغتصاب: البرازيل
مسموح فقط بإنقاذ حياة الأم أو صحتها: إكوادور، بيرو، كوستاريكا)واغتصاب المرأة ذات احتياجات خاصة
يسمح فقط بإنقاذ حياة الأم وفي حالة الاغتصاب أو تشوّه الجنين: شيلي (منذ عام 2017)، بنما
لا يسمح إلا بإنقاذ حياة الأم أو صحتها، وفي حالة الاغتصاب: الأرجنتين، بوليفيا
يسمح فقط بإنقاذ حياة الأم أو صحتها، وفي حالة الاغتصاب، أو تشوّه الجنين: كولومبيا
مسموح به عند الطلب: أوروغواي، مدينة كوبا، المكسيك (يختلف قانون المكسيك باختلاف الدولة
ولا يسمح بالإجهاض القانوني دون قيود إلا لبلدين داخل أمريكا اللاتينية. إلا أن هذه البلدان تؤوي أقل من 5 في المائة من النساء اللاتي تتراوح أعمارهن بين 15 و 44 سنة. وطبقاً لتقرير صادر عن معهد جومزر فإن 95% من حالات الإجهاض في أميركا اللاتينية غير آمنة. ويجري إدخال حوالي مليون امرأة إلى المستشفى كل عام بسبب مضاعفات الإجهاض غير المأمون. وعموما، فإن معدلات الوفاة في أمريكا اللاتينية فيما يتعلق بالإجهاض غير القانوني تأتي من أعلى المعدلات في العالم.
ويصاحب قوانين الإجهاض الصارمة عقوبات صارمة. ففي السلفادور على سبيل المثال، يمكن سجن امرأة لمدة قد تصل إلى أربعين عاماً بسبب إجهاضها أثناء وجودها في المكسيك، ومن الممكن أن يتم سجنها لمدة قد تصل إلى خمسين عاماً. وهذه العقوبات لا تأخذ في الاعتبار سبب الحمل، سبب اغتصاب العديد من السجينات أو إجهاض غير إرادي
كما أن للتشريعات الدولية تأثير على حقوق الإجهاض في أمريكا اللاتينية. عندما أعاد الرئيس الأميركي دونالد ترامب فرض القاعدة العالمية بشأن تقييد الحريات في 23 يناير 2017، وقد منع كل الأموال الفيدرالية الأمريكية من تمويل منظمات دولية مثل المنظمات غير الحكومية التي "تقوم بالإجهاض أو تروج له بنشاط كوسيلة لتنظيم الأسرة نظراً لأن لوائح الإجهاض صارمة جداً بالفعل في أمريكا اللاتينية، ويؤثر هذا التشريع بشكل غير متناسب على منظمات أمريكا اللاتينية التي تحاول توفير خدمات الإجهاض للنساء سواء بصورة قانونية أو غير قانونية.

## التعليم الجنسي الشامل
وفي عام 2012، وجد تقرير قدم إلى لجنة البلدان الأمريكية لحقوق الإنسان أن الحصول على المعلومات يظل عقبة كبيرة أمام الصحة الجنسية والإنجابية، لا سيما في أمريكا اللاتينية.(موجز الموارد البشرية) وأشار التقرير إلى أنه حتى عندما يكون لدى دولة ما إطار قانوني شامل يضمن الحصول على المعلومات، فإن صحة الفرد معرضة للخطر من الناحية العملية بسبب القرارات غير المستنيرة التي يتخذها الأفراد وصناع السياسات استناداً إلى معلومات غير كافية بشأن الصحة الجنسية والإنجابية. وفي عام 2011، أصدرت اللجنة تقريراً عن الوصول إلى المعلومات عن الصحة الإنجابية ووجدت أن الوضع يتفاقم عندما تكون النساء فقيرات، أو أصليات، أو من أصل أفريقي، أو يعيشن في منطقة ريفية، أو مهاجرات.
وفي عام 2008، تبنت المنطقة "إعلان مينيسيريا، "الوقاية من خلال التعليم"، رداً على الافتقار إلى التعليم الجنسي الشامل. ورغم حدوث بعض النكسات والتأخيرات فيما يتعلق بالتنفيذ، فقد حدثت أيضا تحسينات رئيسية. وفي عام 2013، أكدت وزارات الصحة والتعليم في غواتيمالا من جديد التزامها بالعمل معا من أجل ضمان تحقيق أهداف الإعلان الوزاري. وبالإضافة إلى ذلك، تنفذ حكومة غواتيمالا برنامجا شاملا لتعليم الشباب في مجال الحياة الجنسية في تسع مناطق من البلد. ويمكن النظر إلى الإجراءات الرامية إلى تعزيز التعليم الجنسي الشامل في مناطق متعددة من المنطقة، مما يدل على أن القادة يكرسون أنفسهم بالفعل لإجراء هذه التحسينات. في وقت سابق من عام 2012، تبنت كوستاريكا برنامج وطني للحياة الجنسية للمرة الأولى في التاريخ. وينهج المنهاج الجنسي البشري بطريقة شاملة؛ ويتضمن دروسا عن حقوق الإنسان، والمساواة بين الجنسين، والسلطة، والاتصال بين الاشخاص، واحترام التنوع والمتعة. كما اتخذت السلفادور خطوة أولى حاسمة في ذلك العام بموجب قانون الشباب العام، وهو تشريع يعترف بحق الشباب في تلقي تعليم جنسي شامل ويضمن لهم ذلك الحق. غير أن التنفيذ سيكون تحديا مستمرا، ولكن الاعتراف خطوة هامة نحو تلبية احتياجات الشباب.

## الآثار غير المتناسبة للظلم الإنجابي
وفي أمريكا اللاتينية، تقع المرأة الأصلية عند تقاطع مختلف نظم القمع القائمة. فالنساء من السكان الأصليين يتعرضن للتمييز على أساس العرق ونوع الجنس، ولأن السكان الأصليين هم أفقر قطاعات السكان عموما، فإن النساء من السكان الأصليين يتعرضن للتمييز أيضاً على دخلهن وطبقهن
في مجال الرعاية الصحية، يمكن أن يظهر التمييز في أشكال من الألم والخبرة المتضايقين، وإساءة المعاملة في جميع أشكال مقدمي الرعاية الصحية، إلى سوء المعاملة الطبية. ومع ارتفاع تكاليف الرعاية الصحية الإنجابية بشكل مستمر داخل أميركا اللاتينية، فإن هذا من شأنه أن يخلق إمكانية إضافية للوصول إلى مئات النساء من السكان الأصليين. ولا يزال هناك أيضا قدر ضئيل جدا من البحوث الطبية أو التمثيل للسكان الاصليين.

## الدين في أمريكا اللاتينية
ويتصف الدين في أمريكا اللاتينية بهيمنة الكاثوليكية الرومانية، وإن كان هناك أيضا تأثير بروتستانتي متزايد)لا سيما في أمريكا الوسطى والبرازيل (وكذلك بوجود ديانات عالمية أخرى. بدأت الكاثوليكية في أمريكا اللاتينية بالاستعمار الإسباني للأمريكتين واستمرت من خلال حركات استقلال المستعمرات الإسبانية الأمريكية حتى يومنا هذا. ويقول منتقدو قوانين الإجهاض التقييدية في أمريكا اللاتينية إن هذا الوضع ينشأ من التأثير القوي للكنيسة الكاثوليكية في المنطقة. وقد استرعت السلفادور ونيكاراغوا الاهتمام الدولي من أجل إنفاذ الحظر الكامل على الإجهاض. في عام 2017، خففت شيلي من الحظر الكامل، مما سمح بالإجهاض عندما تكون حياه المرأة في خطر، أو عندما يكون الجنين غير قابل للبقاء، أو في حالات الاغتصاب.

## النفوذ الدولي
وفي حين أن الكثير من إصلاحات أمريكا اللاتينية فيما يتعلق بالحقوق الانجابية قد حدثت داخليا، فإن المجتمع الدولي الاوسع نطاقا يضطلع أيضا بدور هام. فقد استخدم مركز الحقوق الإنجابية، على سبيل المثال، التقاضي الدولي كوسيلة لتعزيز التشريعات الوطنية المحيطة بالحقوق الإنجابية. تلعب السياسة القانونية دوراً هاماً في وضع معيار للحقوق الإنجابية على الصعيد الدولي وداخل أمريكا اللاتينية ذاتها. وهذا يعني ضمنا أن الحقوق الانجابية ستدمج مع مرور الوقت في إطار أوسع لحقوق الإنسان